# St. Johannes (Rohrbach)

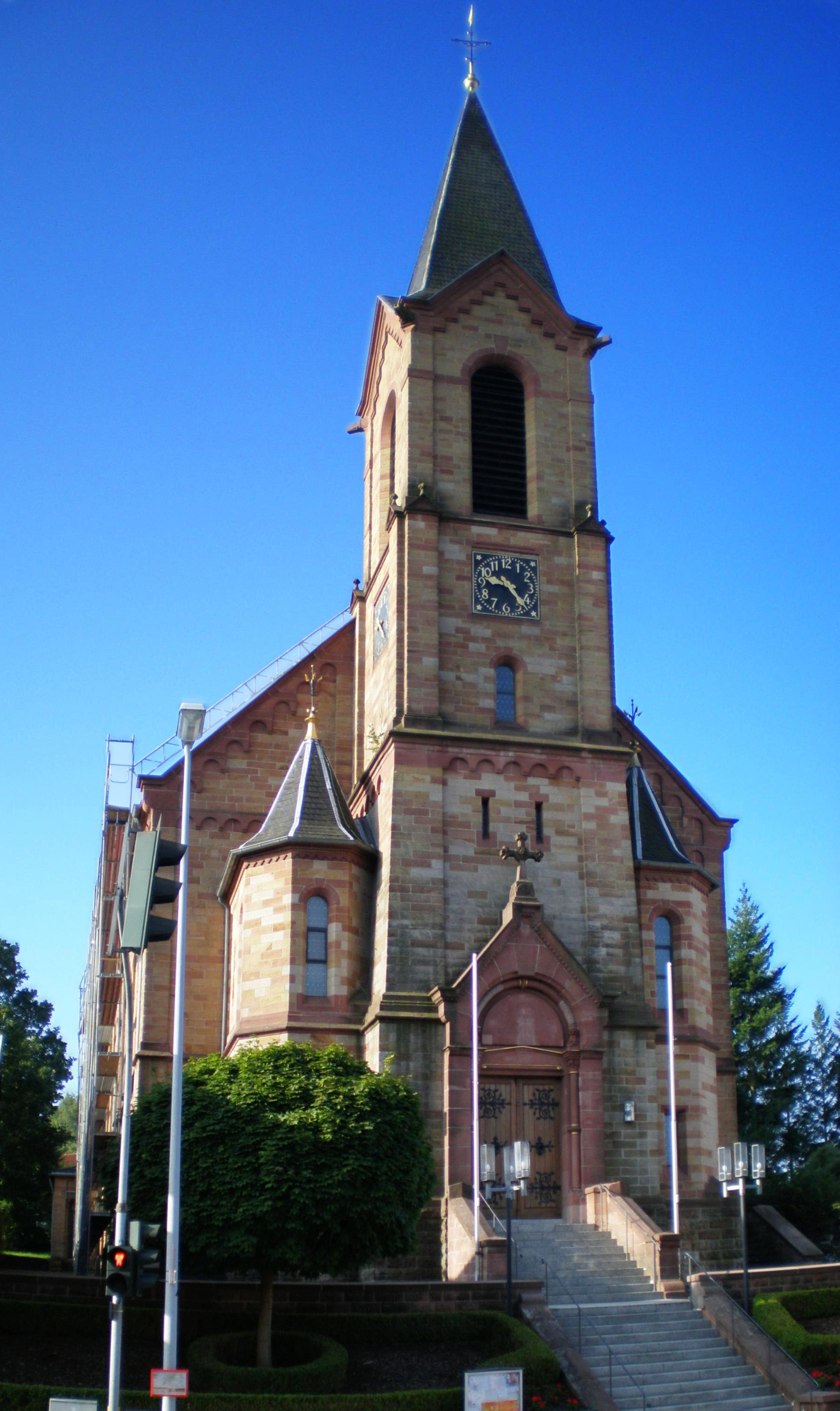
Pfarrkirche St. Johannes

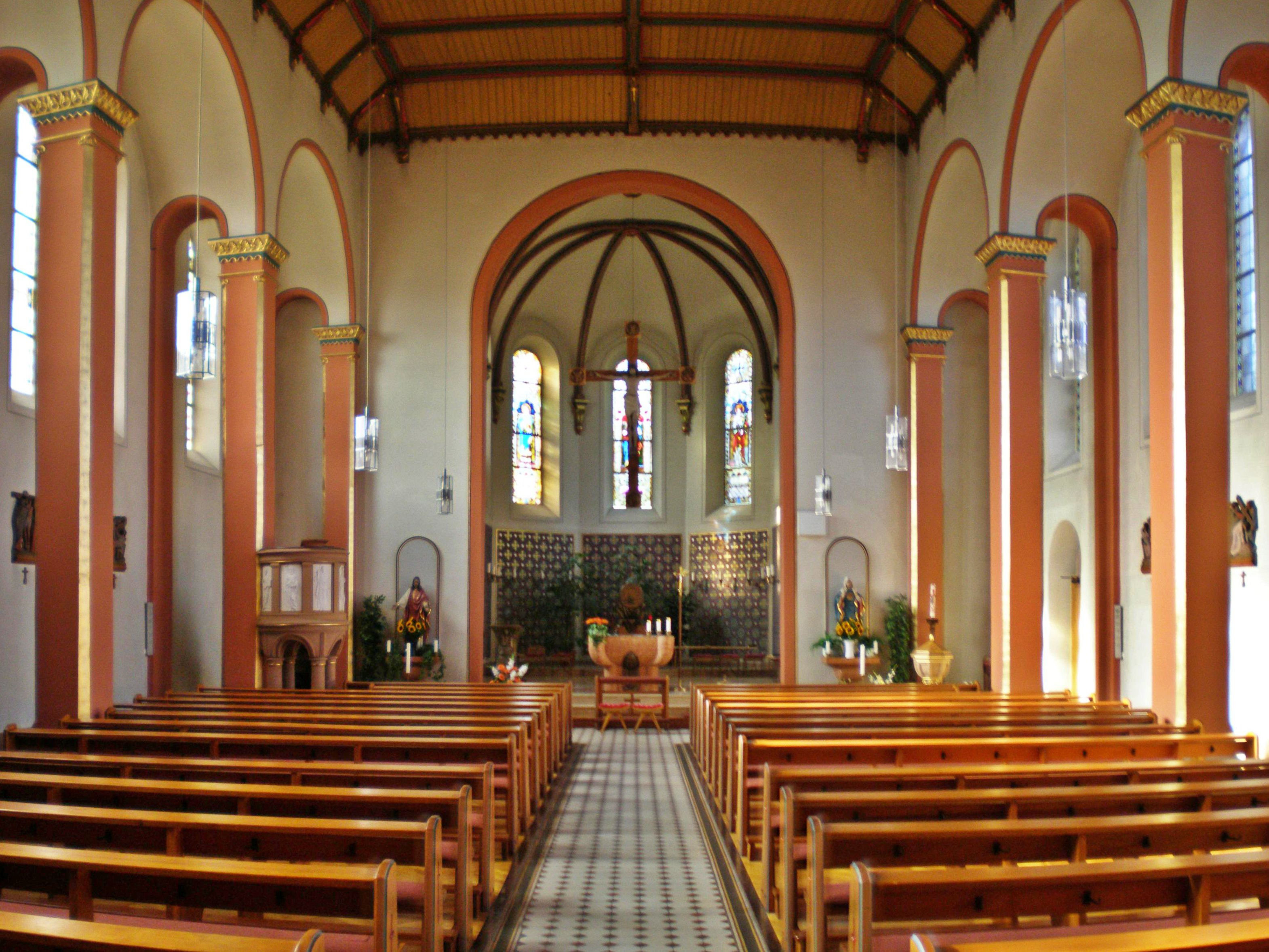
Blick ins Innere der Kirche

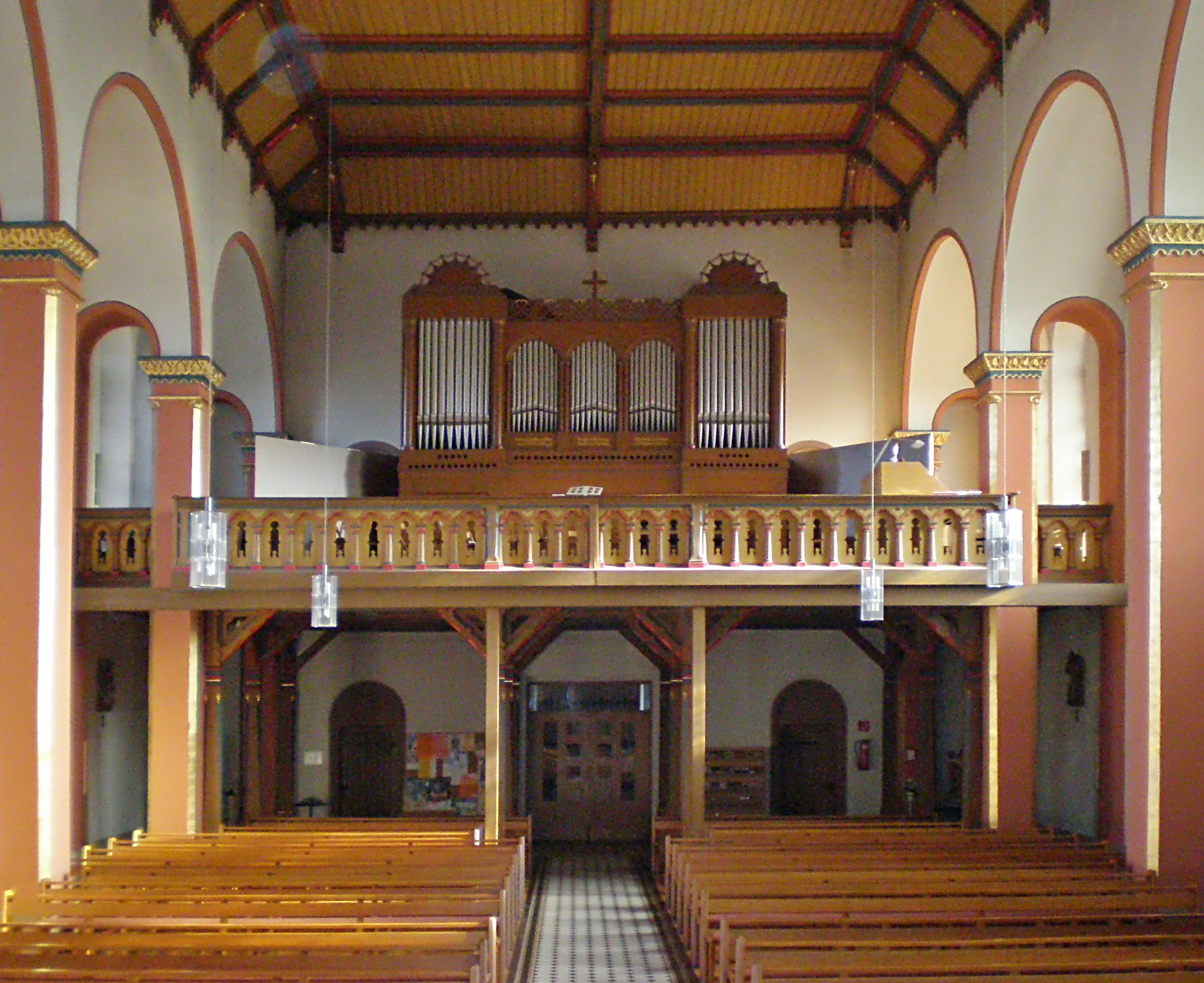
Blick vom Altarraum in Richtung Empore und Orgelprospekt

Die Kirche St. Johannes Baptist ist eine katholische Pfarrkirche in Rohrbach, einem Stadtteil von St. Ingbert. Kirchenpatron ist Johannes der Täufer. In der Denkmalliste des Saarlandes ist das Kirchengebäude als Einzeldenkmal aufgeführt.

## Geschichte
Bevor in Rohrbach die Pfarrei St. Johannes gegründet wurde, gehörten die katholischen Einwohner von Rohrbach zur Pfarrei St. Engelbert in St. Ingbert. Bestrebungen aus der St. Ingberter Pfarrei auszuscheiden, entwickelten sich im Laufe des 19. Jahrhunderts. Erstes Anzeichen für die Loslösung von St. Ingbert war um das Jahr 1819/20 das Recht, einen eigenen Friedhof anzulegen. Der Wunsch nach einer eigenen Kirche in Rohrbach wurde im Jahr 1849 laut. Um das Vorhaben umzusetzen, wurde im Jahr 1863 ein Kirchenbauverein gegründet, der die notwendigen finanziellen Mittel zum Kirchenbau sammeln sollte. Die nun folgenden monatlichen Haussammlungen brachten bis zum Jahr 1868 einen Betrag von 4040 Gulden ein. Dies reichte bei weitem nicht aus, um von der in Speyer sitzenden Regierung des Rheinkreises, in dem Rohrbach zu jener Zeit lag, die Erlaubnis zum Kirchenbau zu erhalten, was eine Stagnation des Bauvorhabens zur Folge hatte. Durch die stetig ansteigende Zahl der Bevölkerung gegen Ende des 19. Jahrhunderts kam aber wieder Bewegung in die Angelegenheit, da die im Jahr 1755 erbaute Engelbertskirche in St. Ingbert für die Pfarrangehörigen von St. Ingbert und Rohrbach nicht mehr genug Platz bot. Zunächst erhielt Rohrbach den Status einer Filiale der St. Ingberter Pfarrei, und in einem leerstehenden Saal der 1880 erbauten Wiesentalschule wurde ein Gottesdienstraum eingerichtet. Am 15. Januar 1885 fand dort der erste Gottesdienst in Rohrbach statt. Um aber auch zu einer selbständigen Pfarrei zu werden, benötigte man weiterhin eine eigene Kirche. Ein Bauplatz für die Kirche war bereits im Jahr 1870 erworben worden und im Jahr 1884 tätigte man den Kauf eines Gebäudes, das als künftiges Pfarrhaus dienen sollte. Als genügend finanzielle Mittel zum Bau vorhanden waren und auch die Baugenehmigung vorlag, fertigte Architekt Karl August Barth (Kaiserslautern) die Pläne für das zu errichtende Kirchengebäude an, für deren Ausführung Baumeister Christian Hocke (Kaiserslautern) verantwortlich zeichnete. Am 18. Oktober 1891 erfolgte die Grundsteinlegung und bereits im Herbst des Jahres 1892 stand der Rohbau. Doch am 16. Oktober 1892 stürzte der Turm, der kurz zuvor fertiggestellt worden war in sich zusammen. Nachdem der Turm wieder aufgebaut worden war, konnte am 24. Dezember 1893 die Benedizierung der Filialkirche durch Pfarrer Zimmer aus St. Ingbert vorgenommen werden.
Die Erhebung der Filiale Rohrbach zur eigenen Pfarrei nahm nun auch konkrete Formen an. Ein 1893 eingereichtes Bittgesuch zur Pfarreierhebung, erhielt am 5. Februar 1895 die Unterstützung der bayrisch-pfälzischen Regierung, und am 23. April 1895 unterzeichnete Prinzregent Luitpold als regierendes Staatsoberhaupt Bayerns die Pfarreierhebungsurkunde. Die Kanonisierung der neuen Pfarrei durch das Ordinariat Speyer unter Bischof Joseph Georg von Ehrler erfolgte am 11. Mai 1895. Aus der Filialkirche war somit offiziell eine Pfarrkirche geworden.
In den Jahren 1992–93 erfolgte eine Restaurierung der Kirche.

## Gebäude und Ausstattung
Das Kirchengebäude wurde im Stil des Historismus errichtet. Kennzeichnend für diesen Baustil ist der Rückgriff auf ältere Stilrichtungen. Im Fall von St. Johannes dominiert die Formensprache der Neuromanik. Die Kirche gliedert sich von Nord nach Süd in einen Turm mit Spitzhelm, ein fünfachsiges Langhaus mit doppelten Rundbogenfenstern und einen fünfseitigen polygonalen Chor. Dem Turm, der der nördlichen Schmalseite des Langhauses in der Längsachse vorgebaut ist, wird von zwei zweigeschossigen Treppentürmen seitlich flankiert.
Im Inneren finden sich Werke des Bildschnitzers Metzler (Mohrbach), der 1932 einen Kreuzweg schuf, des Bildhauers Helmut Schollenberg (Speyer), der 1992–93 einen Altar, einen Ambo und ein Tabernakel schuf, die jeweils in Bronze gearbeitet sind und des Bildhauers Eduard Spohn (Ensheim), der 1992–93 einen Marmor-Block schuf, auf dem das Tabernakel ruht.

### Orgel
Zur Ausstattung der Kirche gehört auch eine Orgel, die 1912 von der Firma Johannes Klais Orgelbau erbaut wurde. 1980 erfolgte ein Umbau der Orgel, der ebenfalls von der Firma Klais Orgelbau durchgeführt wurde. Das Instrument verfügt über 25 Register verteilt auf zwei Manuale und Pedal. Die Disposition lautet wie folgt:.
| I Hauptwerk C–g3 |                |       |
| 1.               | Bordun         | 16′   |
| 2.               | Principal      | 8′    |
| 3.               | Hohlflöte      | 8′    |
| 4.               | Octave         | 4′    |
| 5.               | Rohrflöte      | 4′    |
| 6.               | Quinte         | 2 ⁄3′ |
| 7.               | Schwegel       | 2′    |
| 8.               | Sesquialter II |       |
| 9.               | Mixtur IV      |       |
| 10.              | Trompete       | 8′    |

| II Schwellwerk C–g3 |                 |     |
| 11.                 | Principal minor | 8′  |
| 12.                 | Liebl. Gedackt  | 8′  |
| 13.                 | Salicional      | 8′  |
| 14.                 | Vox coelestis   | 8′  |
| 15.                 | Fugura          | 4′  |
| 16.                 | Flaute dolce    | 4′  |
| 17.                 | Flautino        | 2′  |
| 18.                 | Mixtur IV       |     |
| 19.                 | Fagott          | 16′ |
| 20.                 | Oboe            | 8′  |

| Pedal C–f1 |                        |     |
| 21.        | Subbass                | 16′ |
| 22.        | Violonbass             | 16′ |
| 23.        | Octavbass              | 8′  |
|            | Gedacktbass (= Nr. 12) | 8′  |
| 24.        | Choralbass             | 4′  |
| 25.        | Posaune                | 16′ |

- Koppeln:
  - Normalkoppeln: II/I, I/P, II/P
  - Suboktavkoppeln: II/I
  - Superoktavkoppeln: II/I, II/P
- Spielhilfen: zwei freie Kombinationen, Tutti, frei einstellbare Pedalkombination, Crescendo, Zungeneinzelabsteller